# Marumba timora
Marumba timora là một loài bướm đêm thuộc họ Sphingidae. Loài này có ở Indonesia.

## Phân loài
- Marumba timora timora (Timor)
- Marumba timora laotensis Rothschild & Jordan, 1903 (Larat)